# Estadio Pocitos
Estadio Pocitos var en fotbollsarena i Montevideo, Uruguay. Arenan invigdes den 6 november 1921 med en match mellan CA Peñarol och River Plate från Argentina. Den var hemmaarena för den uruguayanska storklubben CA Peñarol från invigningen 1921 tills ungefär 1933 då Peñarol bytte hemmaarena till den då nybyggda och stora nationalarenan Estadio Centenario. Estadio Pocitos var en av de tre arenor som användes vid det första världsmästerskapet i fotboll 1930. Någon gång runt 1940 revs arenan då den inte längre användes och marken behövdes för att bygga bostäder. Idag finns på platsen för arenan ett minnesmärke.

## VM 1930
Totalt spelades det två matcher på arenan under VM 1930. Den första matchen på Estadio Pocitos, som spelades den 13 juli 1930, var också en av de två första matcherna någonsin i VM då Frankrike mötte Mexiko samtidigt som USA mötte Belgien på den närbelägna Estadio Parque Central. Matchen mellan Frankrike och Mexiko slutade med en fransk seger med 4-1 och den franske spelaren Lucien Laurent blev den förste målskytten någonsin i VM när han satte 1-0 till Frankrike i den 19:e minuten.
Den andra matchen i VM som spelades på Estadio Pocitos var den mellan Rumänien och Peru den 14 juli 1930. Matchen slutade 3-1 till Rumänien, men är främst ihågkommen som den VM-match som har haft den lägsta publiksiffran. Den officiella publiksiffran var 2 549, men den faktiska publiksiffran brukar anges ha varit ungefär 300 åskådare.